# 1412 Lagrula
Az 1412 Lagrula (ideiglenes jelöléssel 1937 BA) a Naprendszer kisbolygóövében található aszteroida. Louis Boyer fedezte fel 1937. január 19-én, Algírban.